# Tanums socken

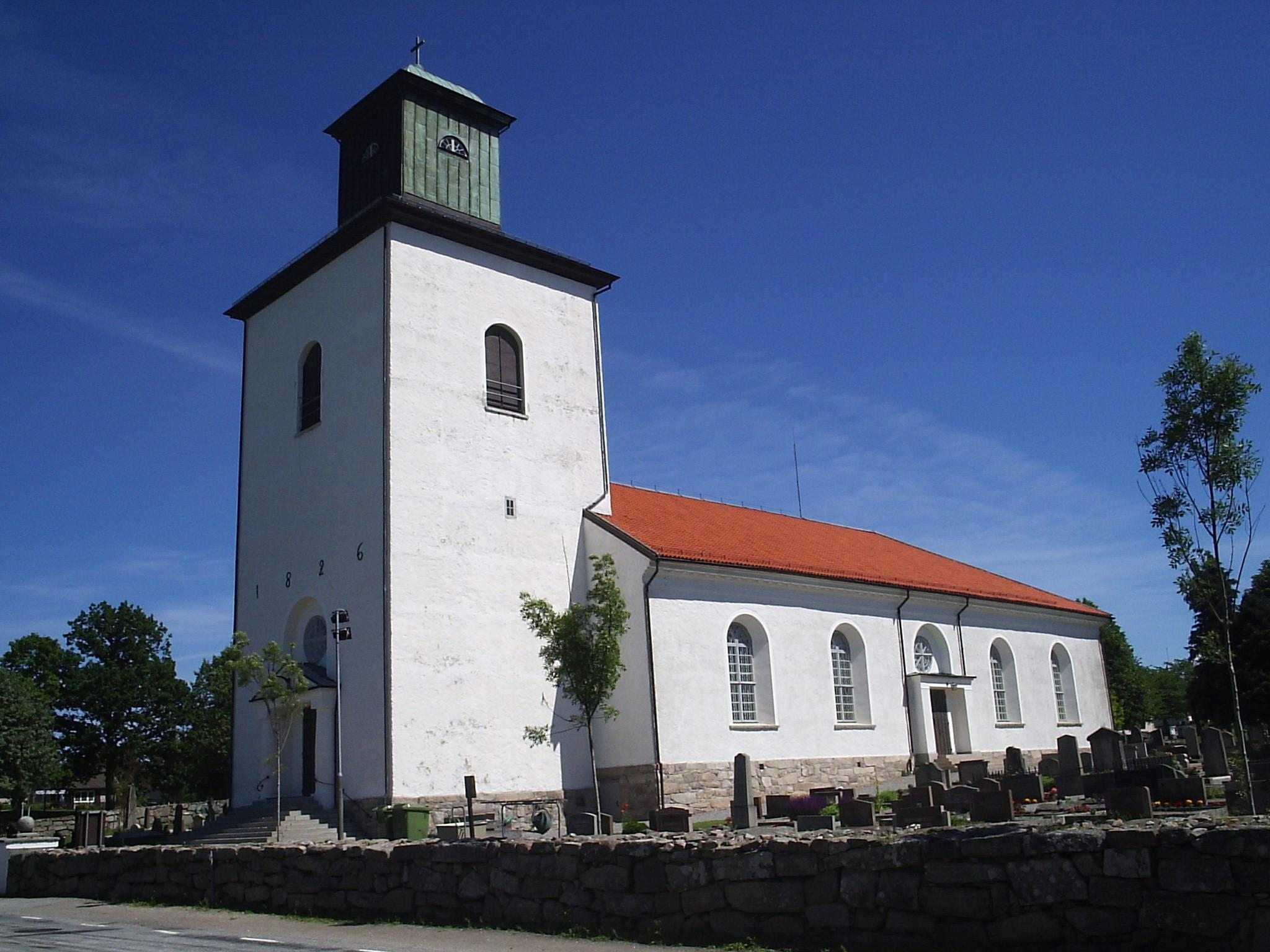
Tanums kyrka.

Tanums socken i Bohuslän ingick i Tanums härad, ingår sedan 1971 i Tanums kommun och motsvarar från 2016 Tanums distrikt.
Socknens areal är 251,22  kvadratkilometer, varav 249,33 land. År 2000 fanns här 5 267 invånare. Tätorterna Grebbestad och Tanumshede med hällristningsområdet i Tanum, orterna Havstenssund,  och Sannäs samt sockenkyrkan Tanums kyrka ligger i socknen.

## Administrativ historik
Tanums socken har medeltida ursprung. 
Vid kommunreformen 1862 övergick socknens ansvar för de kyrkliga frågorna till Tanums församling och för de borgerliga frågorna bildades Tanums landskommun. Landskommunen utökades 1952 och ombildades 1971 till Tanums kommun.
1 januari 2016 inrättades distriktet Tanum, med samma omfattning som församlingen hade 1999/2000.  
Socknen har tillhört län, fögderier, tingslag och domsagor enligt vad som beskrivs i artikeln Tanums härad. De indelta soldaterna tillhörde Bohusläns regemente, Tanums kompani och de indelta båtsmännen tillhörde 1:a Bohusläns båtsmanskompani.

## Geografi och natur
Tanums socken ligger söder om Strömstad med Tanumsnäset och Sannäsfjorden inträngande från norr och omfattar en skärgård med öar som Trossö-Kalvö-Lindö och Otterön. Socknen består av odlade sprickdalar omgivna av kuperade bergshöjder, ofta kala och ljungbeväxta, som i inlandet når cirka 180 meter över havet.
Socknen ligger norr om Kville socken, söder om Lurs socken och väster om Naverstad socken och Mo socken.
I socknen finns ett stort antal naturreservat. Kosterhavets nationalpark delas med Lurs socken samt Skee och Tjärnö socknar. Klättas betesmarker, Kragenäs, Otterön, Raftön, Sannäsfjordens alskogar och betesmarker, Tanumskilen och Trossö-Kalvö-Lindö ingår i EU-nätverket Natura 2000. Falkeröds lindskog, Kärra och Veddöarkipelagen är kommunala naturreservat liksom Väderöarna som delas med Kville socken. Tanumskusten är ett naturvårdsområde som delas med Lurs socken och Skee socken. Tjurpannan är ett renodlat Natura 2000-område.
En sätesgård var Mjölkeröds herrgård.
Gästgiverier fanns vid häradets tingsställe Hede (Tanumshede) och i Grebbestad samt Anrås. Hede var under olika tider tingsställe för Vette härad (före år 1800), Tanums härad (1680–1918), Bullarens härad (1904-1918) och Kville härad (1904-1918).

## Fornlämningar
Cirka 150 boplatser och fyra stenkammargravar från stenåldern har påträffats. Från bronsåldern finns cirka 300 gravrösen, 200 skålgropsförekomster och 470 hällristningar, kända som Hällristningsområdet i Tanum. Från järnåldern finns 65 gravfält och sju fornborgar. En runsten finns här även.

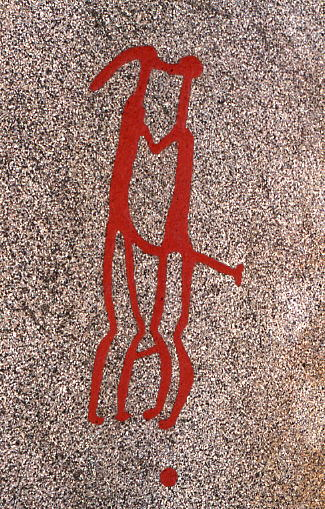
Hällristning på Vitlyckehällen.
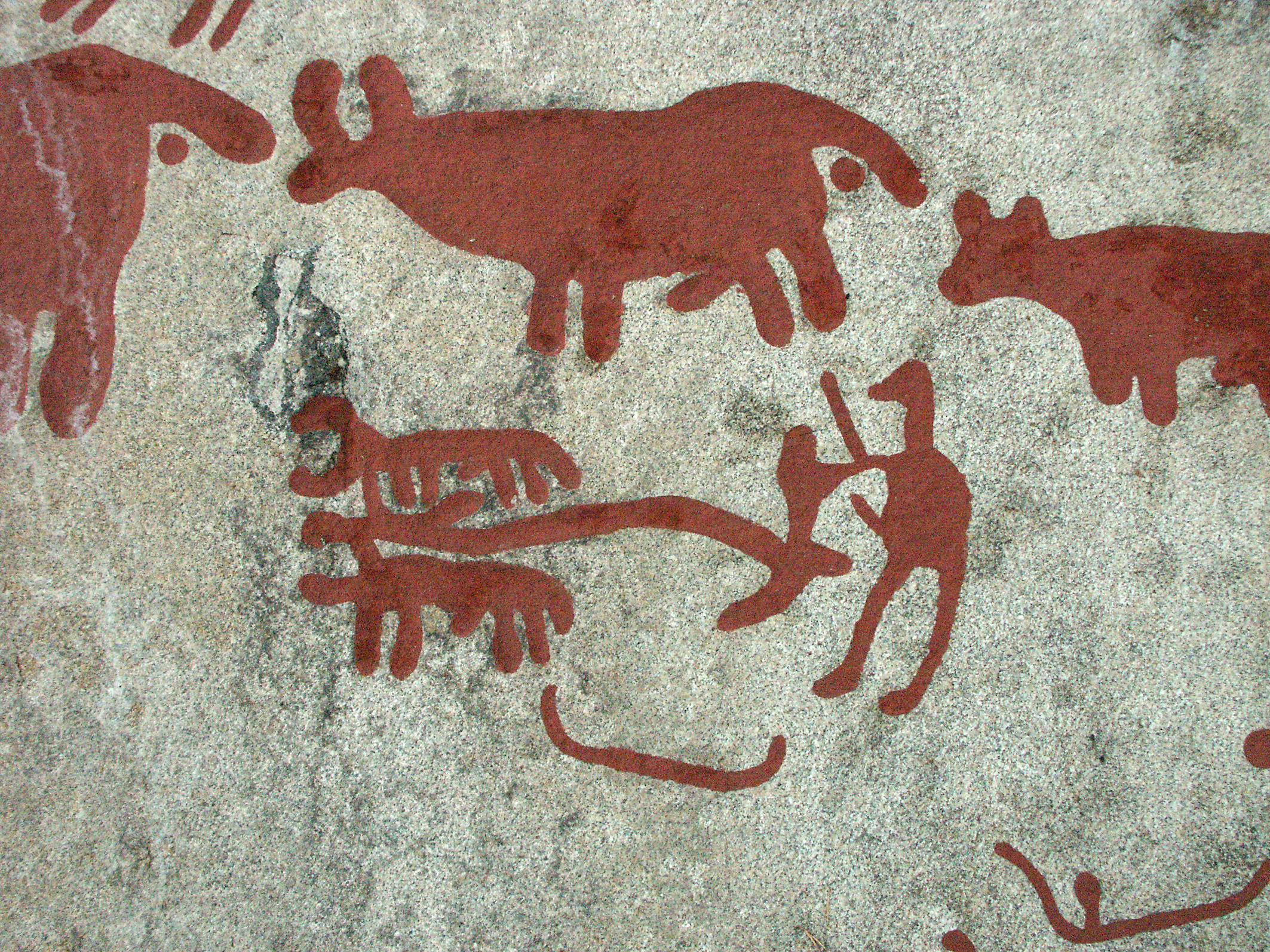
Hällristning på Aspeberget.
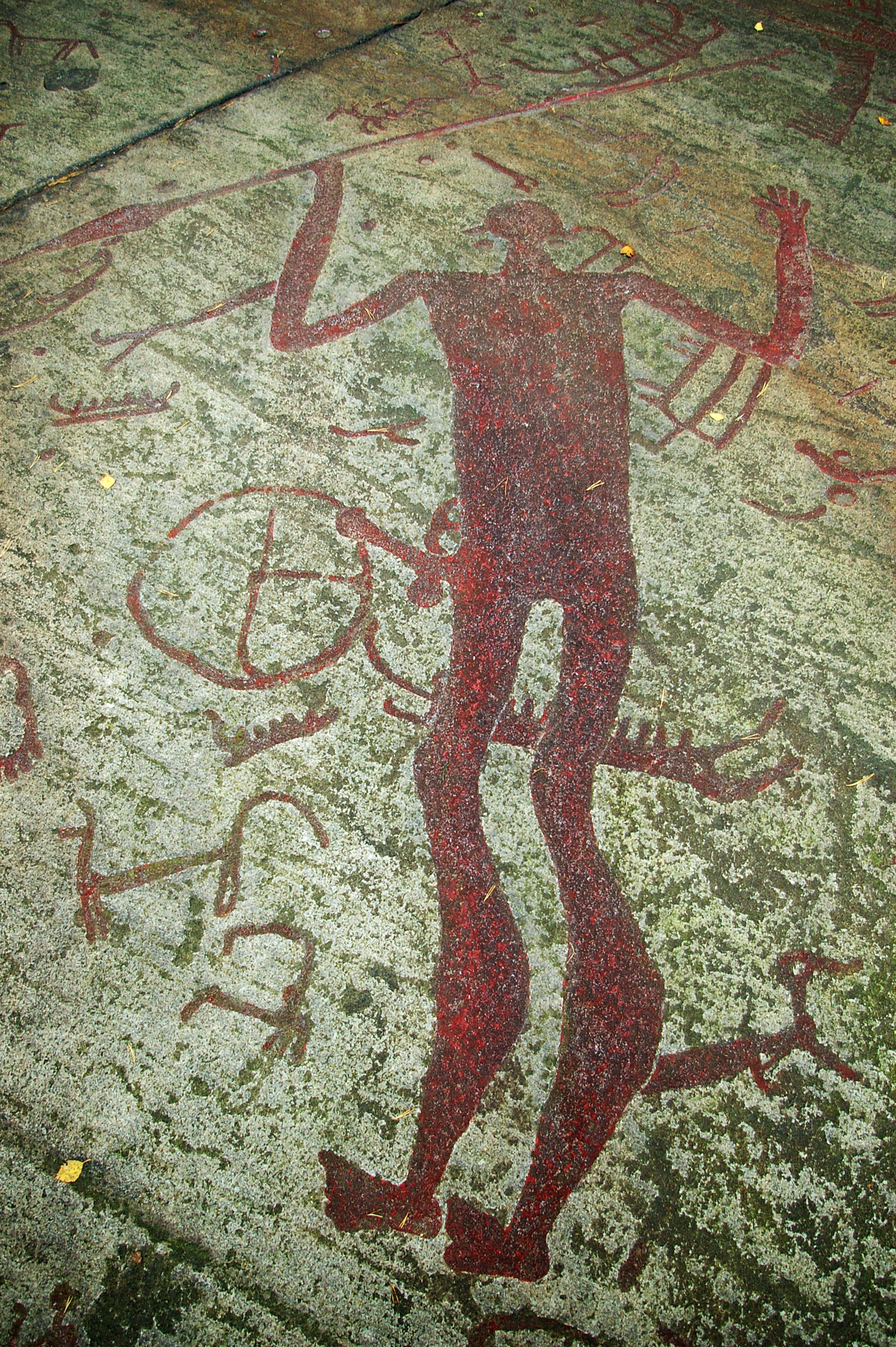
Hällristning vid Litsleby.
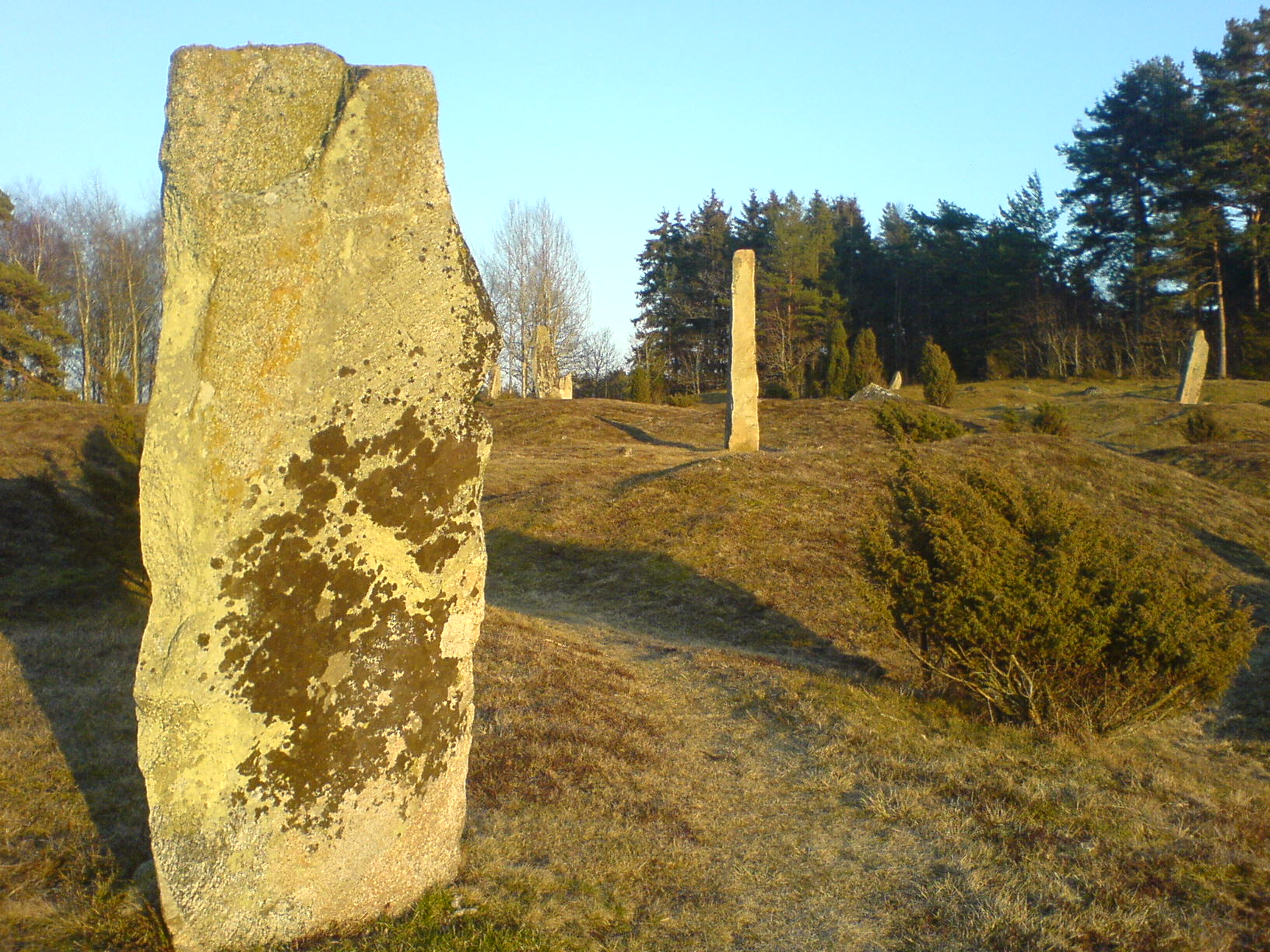
Greby gravfält.
Kallebystenen, en urnordisk runsten vid Tanums kyrka.

## Befolkningsutveckling
| Befolkningsutveckling i Tanums socken 1571-1960                                              | Befolkningsutveckling i Tanums socken 1571-1960 | Befolkningsutveckling i Tanums socken 1571-1960 | Befolkningsutveckling i Tanums socken 1571-1960 | Befolkningsutveckling i Tanums socken 1571-1960 |
| -------------------------------------------------------------------------------------------- | ----------------------------------------------- | ----------------------------------------------- | ----------------------------------------------- | ----------------------------------------------- |
|                                                                                              |                                                 |                                                 |                                                 |                                                 |
| År                                                                                           |                                                 |                                                 | Invånare                                        |                                                 |
| 1571                                                                                         | 1571                                            |                                                 | 1 094                                           | 1 094                                           |
| 1620                                                                                         | 1620                                            |                                                 | 1 602                                           | 1 602                                           |
| 1699                                                                                         | 1699                                            |                                                 | 1 819                                           | 1 819                                           |
| 1718                                                                                         | 1718                                            |                                                 | 1 763                                           | 1 763                                           |
| 1735                                                                                         | 1735                                            |                                                 | 2 741                                           | 2 741                                           |
| 1751                                                                                         | 1751                                            |                                                 | 2 688                                           | 2 688                                           |
| 1780                                                                                         | 1780                                            |                                                 | 3 162                                           | 3 162                                           |
| 1805                                                                                         | 1805                                            |                                                 | 3 739                                           | 3 739                                           |
| 1830                                                                                         | 1830                                            |                                                 | 4 810                                           | 4 810                                           |
| 1865                                                                                         | 1865                                            |                                                 | 7 607                                           | 7 607                                           |
| 1880                                                                                         | 1880                                            |                                                 | 7 557                                           | 7 557                                           |
| 1900                                                                                         | 1900                                            |                                                 | 7 109                                           | 7 109                                           |
| 1910                                                                                         | 1910                                            |                                                 | 6 974                                           | 6 974                                           |
| 1920                                                                                         | 1920                                            |                                                 | 6 438                                           | 6 438                                           |
| 1930                                                                                         | 1930                                            |                                                 | 5 475                                           | 5 475                                           |
| 1940                                                                                         | 1940                                            |                                                 | 4 750                                           | 4 750                                           |
| 1950                                                                                         | 1950                                            |                                                 | 4 235                                           | 4 235                                           |
| 1960                                                                                         | 1960                                            |                                                 | 4 349                                           | 4 349                                           |
| Källa: Andersson Palm, Lennart (2000). Folkmängden i Sveriges socknar och kommuner 1571-1997 |                                                 |                                                 |                                                 |                                                 |

## Namnet
Namnet skrevs 1317 Tuneim och kommer från kyrkbyn. Namnet innehåller tun, 'inhägnad' och hem, 'boplats; gård'.